# Chalais, Valais
Chalais (tyska: Schalei, frankoprovensalska: Chalés) är en ort och kommun i distriktet Sierre i kantonen Valais, Schweiz. Kommunen har 3 905 invånare (2023).
I kommunen finns förutom orten Chalais även orterna Réchy och Vercorin.